# Klaus Glashoff
Klaus Glashoff (Wedel, 26 de janeiro de 1947) é um matemático alemão.
Após estudar ciências naturais na Universidade de Hamburgo obteve um doutorado em matemática em 1972, orientado por Werner Krabs e Lothar Collatz. Em seguida foi wissenschaftlicher Assistent de matemática na Universidade Técnica de Darmstadt. De 1976 a 2001 foi professor de matemática (em especial otimização) da Universidade de Hamburgo, onde foi de 1980 a 1982 vice-reitor.
Publicou trabalhos sobre matemática aplicada, especialmente sobre otimização e teoria de controle. Com Sven-Åke Gustafson publicou o livro Linear Optimization and Approximation.

## Obras
- com Sven-Åke Gustafson: Einführung in die lineare Optimierung. Wissenschaftliche Buchgesellschaft, Darmstadt 1978, ISBN 3-534-07485-8
- com Sven-Åke Gustafson: Linear Optimization and Approximation. An Introduction to the Theoretical Analysis and Numerical Treatment of Semi-infinite Programs. Springer, New York. 1983 ISBN 978-0-387-90857-1
- On Stanisław Schayer's Research on Nyāya. Journal of Indian Philosophy 32, 295-319, 2004
- Aristotelian syntax from a computational-combinatorial point of view. Journal of Logic and Computation 15, 949-973, 2005
- An intensional Leibniz semantics for Aristotelian logic. The Review of Symbolic Logic 3,262-272, 2010,  doi:10.1017/S1755020309990396.